# Aleksei Vorobiov
Aleksei Vladimirovici Vorobiov (rusă Алексей Владимирович Воробьёв; 19 ianuarie 1988) este un cântăreț  și actor rus, melodiile repertoriului său fiind atât în rusă, cât și în engleză. Pe plan internațional, artistul este cunoscut ca Alex Sparrow, reprezentând traducerea numelui său rusesc. A devenit cunoscut în urma participării sale la X Factor Rusia, la vârsta de 17 ani, în 2005. În 2006 Vorobiov a semnat cu Universal Music Rusia. A reprezentat Rusia la Concursul muzical Eurovision 2011, ce a avut loc în Germania.